# 221B Baker Street
Pour les articles homonymes, voir 221B Baker Street (jeu vidéo) et Baker Street (homonymie).

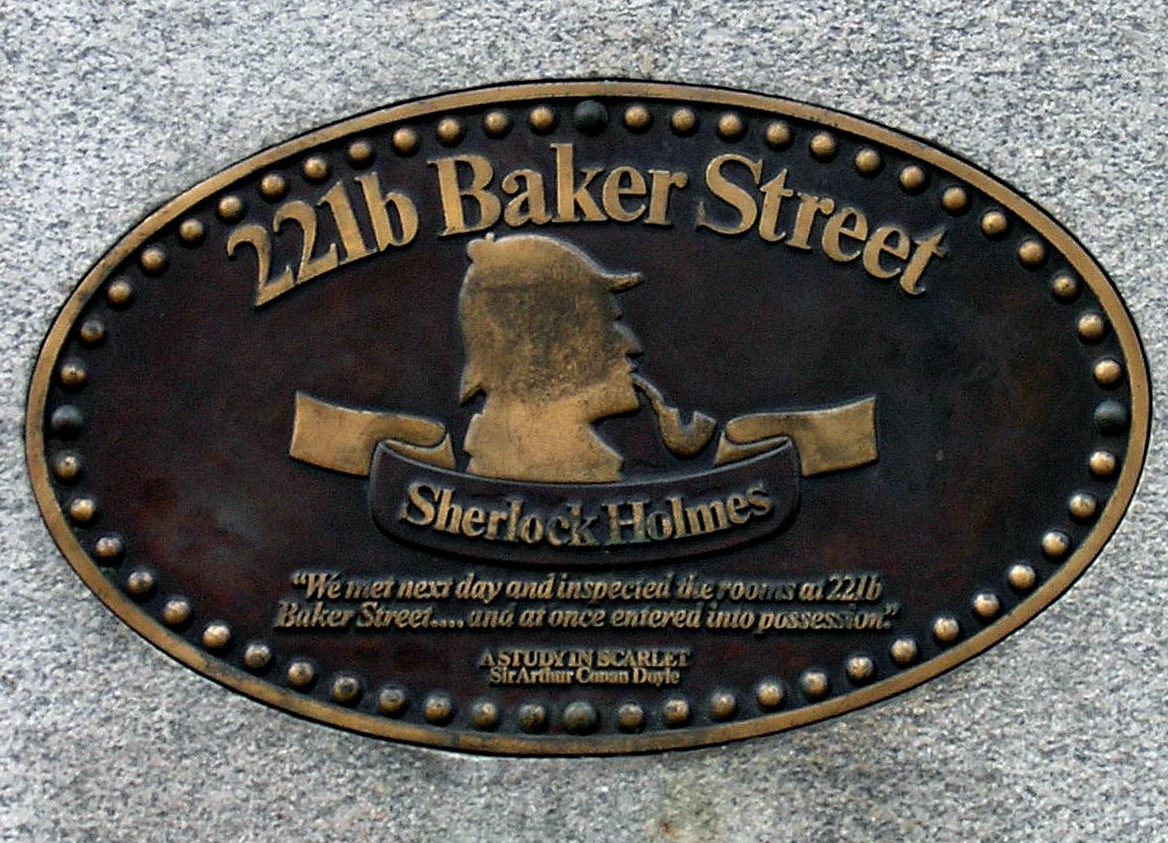
Plaque de l'emplacement théorique du 221B Baker Street à Londres.

Le 221B Baker Street est l'adresse de l'appartement londonien occupé par le détective Sherlock Holmes et le docteur John Watson, héros récurrents des romans policiers de Sir Arthur Conan Doyle.
Bien que Baker Street soit une authentique rue de Londres, le numéro 221 n'existait pas à l'époque de Conan Doyle : l'adresse choisie par l'auteur pour son héros était donc fictive. La lettre « B » fait l'objet d'une controverse : elle peut soit renvoyer à « bis », soit renvoyer au fait que l'appartement se situe au premier étage. Comme le remarque Bernard Oudin dans son ouvrage Enquête sur Sherlock Holmes, si l'on considère que la seconde hypothèse est la bonne, alors « le numéro serait 221 et tous les films et téléfilms affichant 221B sur la porte seraient dans l'erreur ».

## Le 221B Baker Street dans les aventures de Sherlock Holmes
L'adresse est mentionnée dès le premier roman mettant en scène Holmes et Watson, Une étude en rouge (1887) : l'appartement du 221B Baker Street est alors à louer par sa propriétaire, Mrs Hudson, qui occupe le rez-de-chaussée de la maison, et Sherlock Holmes est à la recherche d'un colocataire qui accepterait d'en partager le loyer avec lui ; un certain Stamford lui présente le docteur Watson, lui aussi en quête d'un logement londonien plus adapté à ses finances. Sherlock Holmes occupera cette adresse jusqu'à sa retraite (excepté les trois années du « grand hiatus » où il disparaît volontairement). La plupart des récits mettant en scène le détective débutent au 221B Baker Street.

## Situation réelle du 221B Baker Street

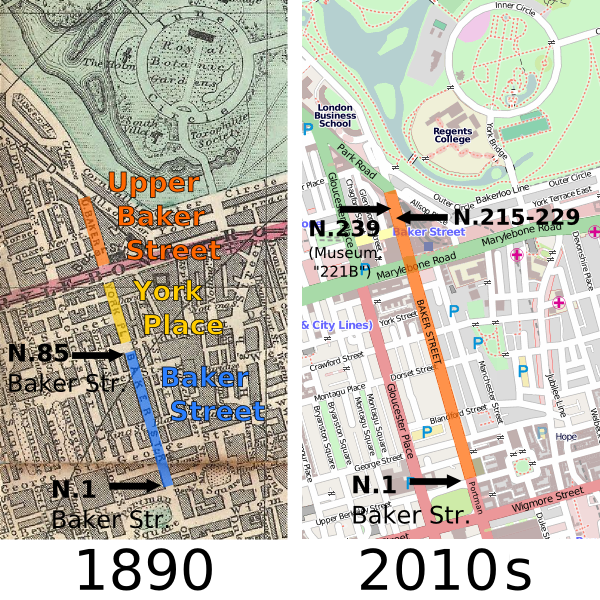
Évolution de Baker Street entre 1890 et nos jours. En 1890 et jusqu'en 1930, Baker Street s'arrêtait au no 85. De nos jours, le no 221 existe mais est inclus dans un grand bâtiment numéroté 215-229. Le no 239 correspond au Sherlock Holmes Museum, qui comporte le no 221B au-dessus de la porte.

À l'époque où les récits des aventures de Sherlock Holmes ont été publiés par Arthur Conan Doyle (de 1887 à 1927), le no 221 de Baker Street n'existait pas. En effet, Baker Street partait de Portman Square au sud et s'arrêtait au no 85, donnant ensuite sur York Place puis sur Upper Baker Street (voir carte ci-contre). En 1930, York Place et Upper Baker Street ont été « fusionnées » avec Baker Street, rallongeant cette dernière. La renumérotation qui s'ensuivit permit ainsi à un modeste immeuble victorien de l'ancienne Upper Baker Street de porter le no 221. Cependant, en 1935, cette partie de la rue fut détruite et un nouvel immeuble de bureaux (appartenant à la société Abbey National) fut construit à la place, et pris le no 215-229. Le no 221 est depuis ce temps officiellement inclus dans ce bâtiment. Pour perpétuer le folklore holmésien, Abbey National a pris en charge le courrier reçu à l'adresse de Sherlock Holmes, en répondant aux lettres adressées au détective fictif (jusqu'en 2002, date à laquelle Abbey National a quitté les bâtiments). Au no 239 de Baker Street se trouve le Sherlock Holmes Museum, qui reconstitue l'appartement de Sherlock Holmes tel qu'il est décrit à travers les différentes aventures du détective. Pour achever la reconstitution, le Sherlock Holmes Museum comporte le no 221B au-dessus de la porte d'entrée, au lieu du no 239. Selon Bernard Oudin, « la municipalité a fermé les yeux sur cette dénumérotation ».
Néanmoins, les « holmésiens » continuent de débattre du lieu de résidence exact que Conan Doyle avait imaginé pour son détective, et qui aurait été dissimulé sous l'adresse alors fictive du 221B. Dans le premier brouillon du roman écrit par Conan Doyle, la rue qu'occupait le détective n'était pas Baker Street, mais Upper Baker Street, ce qui tend à correspondre à l'emplacement actuel du no 221. Cependant, différents arguments sont avancés par certains « holmésiens » allant dans l'idée que la résidence choisie par Conan Doyle se trouverait aux actuels numéros 31, 49, 61, 66, 109, ou 111 de Baker Street, voire dans une autre rue du West End londonien. Dans cette optique, les « holmésiens » s'amusent à imaginer que le Docteur Watson aurait volontairement dissimulé la véritable adresse de l'appartement du détective dans ses récits.

## Autres 221B Baker Street
La série américaine Dr House (2004-2012) comporte de nombreuses références à Sherlock Holmes. Parmi celles-ci, l'adresse du personnage principal, Gregory House, se trouve être le 221 Baker Street, appartement B.
La série britannique Sherlock (2010-2017) transpose Sherlock Holmes à l'époque contemporaine. Comme dans l'œuvre de Conan Doyle, le 221B Baker Street à Londres y est l'adresse où cohabitent Sherlock Holmes et John Watson.
Autre transposition contemporaine de Sherlock Holmes, la série américaine Elementary (2012-2019) se déroule principalement à New York. Néanmoins, dans l'épisode 1 de la saison 2 (10 minutes 48), à l'occasion d'un voyage à Londres, Sherlock Holmes et Joan Watson se rendent au 221B Baker Street. Holmes y fait référence comme son sanctuaire, une matrice virtuelle de sa créativité, et se vante des choses que l'on peut y trouver ; mais il est contrarié d'apprendre que son père a laissé l'appartement à son frère et que ce dernier se serait débarrassé des affaires de Sherlock.